# La Tumba
Sede do Serviço Bolivariano de Inteligência Nacional, (SEBIN), edifício no qual La Tumba está localizada cinco andares abaixo do solo.
La Tumba (A Tumba) é um subsolo localizado cinco andares abaixo do solo que funciona como a sede principal do Serviço Bolivariano de Inteligência Nacional (SEBIN) na Plaza Venezuela, Caracas, inicialmente projetado como escritórios do Metrô de Caracas. Durante os protestos de 2014 e 2017, vários presos políticos foram mantidos em La Tumba, um espaço confinado de 2 × 3 metros, com câmeras de vídeo e microfones em cada uma de suas celas, onde os detidos são submetidos a isolamento prolongado sem contato com outras pessoas e não tem acesso à luz solar ou ao ar livre.

## História

### Sede da SEBIN
A SEBIN transformou a torre em sua sede após a reestruturação da agência em 2013.  A torre foi apelidada de La Tumba por funcionários do governo porque vários prisioneiros políticos foram mantidos nela durante os protestos de 2014 e 2017.

## Violação de direitos humanos
Em 2 de março de 2015, a Comissão Interamericana de Direitos Humanos emitiu medidas cautelares de proteção na resolução 6/2015 em favor de Lorent Saleh e Gerardo Carrero em resposta à solicitação feita em 8 de julho de 2013 por Tamara Sujú em nome do Fórum Penal Venezuelano, no qual solicitou ao órgão que requeira ao governo venezuelano a proteção da vida e integridade pessoal de Saleh e, posteriormente no processo, também a proteção de Carrero pela suposta violação de seus direitos humanos. O documento da CIDH afirma que Saleh e Guerrero “estariam localizados em um subsolo (cinco andares abaixo do solo), conhecido como 'La Tumba', do prédio que funciona como sede do Serviço Bolivariano de Inteligência Nacional (SEBIN)”, onde são submetidos a “isolamento prolongado sem contato com outras pessoas, em espaço confinado de 2 × 3 metros, com câmeras de vídeo e microfones em cada uma de suas celas, sem acesso à luz solar ou ao ar livre”, e que os dois presos denunciaram que sofrem de "colapsos nervosos, problemas de estômago, diarreia, vômitos, espasmos, dores nas articulações, dores de cabeça, dermatites, ataques de pânico, distúrbios musculares e desorientação temporária ”sem“ presumivelmente receber atenção médica adequada ”. A Comissão considerou que os estudantes “se encontram em situação grave e urgente, pois suas vidas e integridade pessoal estariam em risco” e, de acordo com o artigo 25 do Regulamento da CIDH, o órgão solicitou ao governo venezuelano que adote as medidas necessárias para Preservar a vida e a integridade pessoal dos detidos, em particular prestar atenção médica adequada de acordo com as condições de suas patologias e assegurar que suas condições de detenção estejam de acordo com os padrões internacionais, levando em consideração seu estado de saúde atual. ataques de pânico, distúrbios musculares e desorientação temporária ”sem“ presumivelmente receber atenção médica adequada ”. A Comissão considerou que os estudantes “se encontram em situação grave e urgente, pois suas vidas e integridade pessoal estariam em risco” e, de acordo com o artigo 25 do Regulamento da CIDH, o órgão solicitou ao governo venezuelano que adote as medidas necessárias para Preservar a vida e a integridade pessoal dos detidos, em particular prestar atenção médica adequada de acordo com as condições de suas patologias e assegurar que suas condições de detenção estejam de acordo com os padrões internacionais, levando em consideração seu estado de saúde atual. ataques de pânico, distúrbios musculares e desorientação temporária ”sem“ presumivelmente receber atenção médica adequada ”. A Comissão considerou que os estudantes “se encontram em situação grave e urgente, pois suas vidas e integridade pessoal estariam em risco” e, de acordo com o artigo 25 do Regulamento da CIDH, o órgão solicitou ao governo venezuelano que adote as medidas necessárias para Preservar a vida e a integridade pessoal dos detidos, em particular prestar atenção médica adequada de acordo com as condições de suas patologias e assegurar que suas condições de detenção estejam de acordo com os padrões internacionais, levando em consideração seu estado de saúde atual. Em 20 de abril, Lorent tentou suicídio em sua cela, fato que foi evitado pelos funcionários do SEBIN. Seu advogado denunciou que na ocasião não havia recebido resposta do Ministério Público sobre o pedido de realização de avaliações psiquiátricas em Saleh e Gabriel Valles.